# Parque Provincial de Ischigualasto
O Parque Provincial de Ischigualasto localiza-se no nordeste da província de San Juan, no noroeste da Argentina. A sua fronteira norte é o Parque Nacional de Talampaya, na La Rioja, e ambos os parques pertencem à mesma formação geológica.
Tem uma área de 603,7 km², a uma altitude de 1300 metros acima do nível médio das águas do mar. O parque contém a vegetação normal de um deserto (cactos, arbustos, etc.). O clima é muito seco, com a maior parte da precipitação concentrada no Verão, e as temperaturas são extremas.
Foi declarado Património Mundial da UNESCO junto com o Parque Nacional de Talampaya em 2000.